# Johann Gottlieb von Hoffmann
Johann Gottlieb von Hoffmann (* 1724 in Schlesien; † 23. Februar 1797 in Insterburg) war preußischer Generalmajor im Husaren-Regiment Nr. 5 sowie Erbherr auf Eltinehlen, Szameitschen und Jurlauben.

## Leben

### Herkunft
Er entstammt bürgerlichen Verhältnissen, sein Vater war Pfarrer.

### Militärlaufbahn
Er selbst ging 1744 als einfacher Husar in das Husaren-Regiment Nr. 5. Dort wurde er 1756 Unteroffizier. Während des Siebenjährigen Krieges wurde er am 14. Dezember 1758 Kornett, am 10. Dezember 1760 Seconde-Lieutenant und am 28. März 1762 Premier-Lieutenant.
Nach dem Krieg wurde er am 25. Februar 1770 in den Adelstand erhoben. Am 14. Juli 1773 wurde er Rittmeister und erhielt eine eigene Eskadron. Am 8. Mai 1778 wurde er Major und nahm am Bayerischen Erbfolgekrieg teil. Am 1. Juni 1788 wurde er Oberstleutnant und erhielt am 8. Juni 1789 bei der Militärparade in Heiligenbeil den Pour le Mérite. Am 17. August 1790 wurde er noch zum Oberst befördert, bevor er am 6. November 1792 seine Demission mit Pension erhielt. Am 5. Dezember 1794 erhielt dazu noch den Charakter eines Generalmajors sowie die Erlaubnis, die Regimentsuniform tragen zu dürfen. Er starb am 23. Februar 1797 in Insterburg.

### Familie
Er war mit Erna Euphrosine von Kallenberg (* 1746; † 25. August 1770) verheiratet. Die Ehe blieb ohne Kinder. Daher adoptierte er seinen Vetter Johann Leopold Sandes (* 19. April 1744; † 7. September 1810), der ebenfalls im Husaren-Regiment Nr. 5 diente. Dieser erhielt den Adel als Sandes von Hoffmann und starb als Rittmeister a. D.